# Berd (rivière)
Pour les articles homonymes, voir Berd (homonymie).
La rivière Berd (en russe : Бердь)  est un affluent droit de l'Ob de 363 km de long qui coule en Russie dans le sud de la Sibérie occidentale non loin de Novossibirsk.

## Géographie
La Berd a sa source à une altitude de 440 m dans le massif des Salaïr à la frontière entre l'oblast de Kemerovo et le krai de l'Altaï. La majeure partie de son cours se situe dans l'oblast de Novossibirsk où il déroule de larges méandres en se dirigeant vers l'ouest avant de se jeter au niveau de la ville de Berdsk dans l'Ob  qui à cet endroit forme le réservoir de Novossibirsk (altitude 113 mètres). La construction du barrage a transformé le cours de la Berd en un lac sur 40 km jusqu'à la ville de Iskitim. La longueur de la Berd avant la création du barrage était de 416 km.
Le bassin fluvial a une superficie de 8 650 km2. À Iskitim, à 40 km de l'embouchure, le débit moyen est de 45,8 m3/s (minimum en février 10,9 m3/s, maximum en mai 183 m3/s). Avant de se jeter dans le réservoir de Novossibirsk le cours de la rivière a une largeur d'environ 75 mètres, une profondeur de 1,7 mètre et une vitesse de 0,5 m/s.
La Berd gèle de début novembre à mi-avril. Elle est utilisée pour le flottage du bois.

## Affluents
Les affluents les plus importants sont :
- la Souenga (Суенга)
- l'Ik (Ик)

## Villes traversées
La rivière arrose les villes industrielles d'Iskitim et Berdsk, où elle est franchie par la voie ferroviaire Novossibirsk - Barnaoul et la route nationale M52 Novossibirsk - frontière avec la Mongolie.

## Hydrométrie - Les débits à Stary Iskitim
Le débit de la Berd a été observé pendant 41 ans (entre 1956 et 2000) à Stary Iskitim, localité située à 62 kilomètres de son confluent avec l'Ob (à ne pas confondre avec la ville d'Iskitim), et à une altitude de 116,5 mètres.
Le débit inter annuel moyen ou module observé à Stary Iskitim durant cette période était de 36,2 m3/s pour une surface de drainage prise en compte de 6 270 km2, soit 72,5 % du bassin versant total de la rivière. La lame d'eau écoulée dans cette partie du bassin atteint ainsi le chiffre de 182 millimètres par an, ce qui est satisfaisant dans le contexte du  bassin de l'Ob, caractérisé par un écoulement généralement plutôt modéré.
Rivière alimentée en grande partie par la fonte des neiges, mais aussi par les pluies d'été et d'automne, la Berd est un cours d'eau de régime nivo-pluvial.
Les hautes eaux se déroulent aux mois d'avril et de mai, ce qui correspond à la débâcle de printemps et à la fonte des neiges. Au mois de juin, le débit s'effondre littéralement, baisse qui se poursuit en juillet. Par après le débit se stabilise et reste soutenu jusqu'à la fin de l'automne. On constate même un petit rebond en octobre-novembre. Puis le débit baisse à nouveau ce qui constitue le début de la période des basses eaux. Celle-ci a lieu de décembre à mars inclus et correspond aux gels de l'hiver qui s'abattent sur toute la Sibérie.
Le débit moyen mensuel observé en février (minimum d'étiage) est de 10,1 m3/s, soit plus ou moins 7 % du débit moyen du mois de mai (146 m3/s), ce qui montre des variations saisonnières d'amplitude assez modérée, du moins dans le contexte sibérien où les écarts sont souvent très importants. Ces écarts de débit mensuel peuvent cependant être plus marqués d'après les années : sur la durée d'observation de 41 ans, le débit mensuel minimal a été de 5,07 m3/s en décembre 1967, tandis que le débit mensuel maximal s'élevait à 355 m3/s en mai 1966.
En ce qui concerne la période estivale, la plus importante car libre de glaces (de mai à octobre inclus), le débit minimal observé a été de 6,90 m3/s en juillet 1982. Un débit mensuel estival inférieur à 8 m3/s est assez exceptionnel.